# Cine Emporium
El Cine Emporium es trobava al Carrer de la Independència, 238, al barri del Clot de Barcelona. Fou inaugurat l'any 1926 i ocupava part dels terrenys de la fàbrica de farines ''La Húngara'', la qual va finalitzar la seva activitat el 1925.
Després de la Guerra Civil, l'any 1939, adoptà el nom de Cine Paraíso, el qual mantingué fins als anys 70, quan va recuperar el seu nom original. Dins de l'àmbit publicitari, durant uns anys se'l conegué com la bombonera del Clot, i completava l'oferta cinematogràfica del barri del Clot, que incloïa quatre cinemes més (el Meridiana, el Martinense, el Ducal i el Salón Condal).
El cinema Emporium tancà finalment les seves portes l'any 1985, víctima de la crisi generalitzada del sector.